# Paolo Wulman
Paolo Wulman (né en 1863 à Rome et mort en 1918) est une basse lyrique italienne.
Il crée le rôle du « zio Bonzo » de Madame Butterfly de Giacomo Puccini à la Scala le 17 février 1904.